# قانون تحديث سلامة الأغذية
تم التوقيع على قانون تحديث سلامة الأغذية (FSMA) ليصبح قانونًا من قبل الرئيس باراك أوباما في 4 يناير 2011. أعطي هذا القانون سلطات جديدة الي إدارة الغذاء والدواء لتنظيم طريقة زراعة الأطعمة وحصدها ومعالجتها. كما يمنح هذا القانون عددًا من الصلاحيات الجديدة بما في ذلك سلطة الاستدعاء الإلزامي والتي سعت إليها الوكالة لسنوات عديدة. يتطلب القانون من إدارة الغذاء والدواء أن تقوم بأكثر من اثنتي عشرة نظامًا للقوانين وإصدار 10 وثائق توجيه على الأقل، بالإضافة إلى مجموعة من التقارير والخطط والاستراتيجيات والمعايير والإشعارات والمهام الأخرى. تم المطالبة بالقانون بعد العديد من الحوادث التي تم الإبلاغ عنها عن الأمراض التي تنتقل عن طريق الأغذية خلال العقد الأول من القرن الحالي والتي صُنعت بشكل كبير من قبل أعضاء جمعية مصنعي البقالة، وقد كلف الطعام الملوث صناعة الأغذية مليارات الدولارات في عمليات السحب، وفقد المبيعات والنفقات القانونية. تشبه هذه الفاتورة قانون تعزيز سلامة الأغذية الذي أقره مجلس النواب في عام 2009. وهو يعتبر أول قانون رئيسي من التشريعات الفيدرالية التي تتناول سلامة الأغذية منذ عام  1938. وهو أيضًا أول تشريع يتناول الغش المتعمد والدفاع عن الطعام.

## الخلفية
يقدر مركز مكافحة الأمراض والوقاية منها (CDC) في عام 2011 : أنه في كل عام يمرض 48 مليون شخص (1 من كل 6 أمريكيين يمرضون)، يتم نقل 128000 إلى المستشفى، و3000 يموتون من الأمراض التي تنتقل عن طريق الأغذية.
لدى الوكلاء غير المعينين بيانات غير كافية لتقدير العبء المحدد للوكالة بشكل مؤكد. وتشمل العوامل المعروفة التي لم يتم تحديدها على أنها تسبب الأمراض التي تنقلها الأغذية الميكروبات أو المواد الكيميائية أو أي مادة أخرى معروفة في الغذاء.
لم يتم إثبات قدرة هؤلاء الوكلاء المعروفين على أسباب المرض فظلوا مجهولين.
وبالنظر إلى حقيقة أن حوالي 30٪ من السكان معرضون لخطر الإصابة بالأمراض التي تنقلها الأغذية، فإن أكثر من 14٪ من إمدادات الغذاء إلى الولايات المتحدة مستوردة من دول أخرى، وكذلك أصبح المزيد والمزيد من المواد الغذائية أكثر تعقيدًا. ولهذا كانت هناك حاجة بالفعل لقانون تحديث سلامة الاغذية.
يتيح هذا القانون لإدارة الاغذية والادوية حماية الصحة العامة بشكل أفضل من خلال تعزيز نظام سلامة الأغذية، وأيضًا يمكّن إدارة الأغذية والأدوية من التركيز أكثر على منع مشاكل سلامة الأغذية بدلاً من الاعتماد بشكل أساسي على الاستجابة للمشاكل بعد حدوثها.
في عام 1998، أعلنت إدارة الأغذية والأدوية FDA عن منشور بعنوان "إرشادات للصناعة: دليل لتقليل مخاطر سلامة الأغذية الميكروبية للفواكه والخضروات الطازجة" استجابة لمبادرة الرئيس كلينتون عام 1997 من أجل ضمان سلامة الخضار والفواكه المستوردة والمحلية.
وقد أسفرت عن الممارسات الزراعية الجيدة وشهادات ممارسات التعامل الجيد التي أصبحت متطلبات صناعية بحكم الواقع، ولكنها لم تكن قابلة للتنفيذ.
على مدى السنوات القليلة الماضية، أبرزت الفاشيات البارزة المتعلقة بالأطعمة المختلفة، من السبانخ ومنتجات الفول السوداني إلى البيض، الحاجة إلى إجراء تحسينات مستمرة في سلامة الأغذية وبموجب هذا القانون، سيتم السماح لإدارة الغذاء والدواء بتفويض نظام يعتمد على العلوم ويتناول المخاطر من المزرعة إلى المائدة.
وهذا يعني أن هيئة الغذاء والدواء لديها القدرة على الإشراف على كيفية إنتاج الأطعمة وكيفية الحفاظ عليها في أسواق الأغذية. هذا يزيد من التركيز على منع الأمراض التي تنقلها الأغذية. المنطق بسيط: كلما تحسن النظام في إنتاج ومعالجة ونقل وإعداد الأطعمة، كلما كان مصدر الإمدادات الغذائية أكثر أمانًا.
بموجب القانون الجديد، سيكون لدى إدارة الأغذية والعقاقير الآن أدوات جديدة تركز على الوقاية وإطارًا تنظيميًا واضحًا للمساعدة في إجراء تحسينات جوهرية في نهجها تجاه سلامة الأغذية.
على سبيل المثال، وللمرة الأولى، تتمتع إدارة الأغذية والأدوية بتفويض تشريعي يتطلب ضوابط شاملة وقائمة على الوقاية عبر سلسلة إمدادات الغذاء. تشمل الضوابط الوقائية خطوات سيتخذها مرفق غذائي لمنع أو الحد بشكل كبير من احتمال حدوث المشاكل. كما يعزز القانون الجديد بشكل كبير قدرة إدارة الغذاء والدواء على تحقيق قدر أكبر من الإشراف على ملايين المنتجات الغذائية القادمة إلى الولايات المتحدة من دول أخرى كل عام.
العدد السنوي التقديري للأمراض المنقولة محلياً، والأمراض المنقولة بالغذاء، والعلاج في المستشفيات، والوفيات الناجمة عن 31 ممرضة وعوامل غير محددة تنتقل عن طريق الأغذية، الولايات المتحدة:
| المواد الغذائية المنقولة   | العدد السنوي التقديري من الأمراض | %   | العدد السنوي التقديري للمرضى في المستشفيات | %   | العدد السنوي التقديري للوفيات | %   |
| -------------------------- | -------------------------------- | --- | ------------------------------------------ | --- | ----------------------------- | --- |
| 31 مسببات الأمراض المعروفة | 9.4 مليون 6.6-12.7 مليون))       | 20  | 55.961 (39,534–75,741)                     | 44  | 1.351 (712–2,268)             | 44  |
| وكلاء غير محددين           | 38.4 مليون (19.6-61.2 مليون)     | 80  | 71.878 (9,924–157,340)                     | 56  | 1,686 (369–3.338)             | 56  |
| المجموع                    | 47.8 مليون (27.7-71.1 مليون)     | 100 | 127.839 (62,529–215,562)                   | 100 | 3 ,037 (1,492–4,983)          | 100 |

## التاريخ التشريعي
عززت أحداث 11 سبتمبر 2001 الحاجة إلى تعزيز أمن الولايات المتحدة. ورد الكونغرس بإصدار قانون الاستجابة لأمن الصحة العامة والاستعداد للإرهاب البيولوجي، «قانون الإرهاب البيولوجي»، الذي وقعه الرئيس بوش ليصبح قانونًا في 12 يونيو 2002.
قانون الإرهاب البيولوجي لعام 2002 منح سلطة الاحتجاز الإداري لإدارة الغذاء والدواء الأمريكية  على المواد الغذائية إذا كانت هناك أدلة موثوقة أو المعلومات التي تشير إلى أن الطعام يمثل تهديدًا بعواقب وخيمة على الصحة أو الموت على البشر أو الحيوانات. يوسّع قانون (FSMA) الجديد هذه السلطة، مما يسمح بالاعتقال الإداري استنادًا إلى «سبب للاعتقاد» بأن العنصر الغذائي قد تم تسميته أومغشوشًا به وبالتالي ينتهك المعيار القانوني للمنتج.
أقرت النسخة الأولى من القانون، وهو قانون تعزيز سلامة الأغذية، مجلس النواب في 9 يونيو 2009. ومع ذلك، أدت المفاوضات مع مجلس الشيوخ إلى المنتج النهائي، «قانون سلامة الأغذية والتحديث». تمت الموافقة على مشروع القانون من قبل مجلس الشيوخ في نوفمبر 2010 بتصويت  73-25. ومع ذلك، بسبب وجود حكم ضريبي مضاف إلى مشروع القانون (المطلوب دستوريًا لبدء العمل في مجلس النواب)، لم يتم احتساب التصويت.
كان هناك قلق من أنه مع الوقت القصير المتبقي في جلسة البط الضعيف، فإن مشروع القانون لن يحصل على الوقت اللازم للتصويت والموافقة عليه. ألغيت محاولات لإضافة مشروع القانون إلى القرار المستمر للتمويل الحكومي على اعتراض السناتور توم كوبرن. ولكن في نهاية المطاف، انتقل مجلس الشيوخ في 19 ديسمبر 2010 لتمرير مشروع القانون الثابت عن طريق الموافقة بالإجماع من خلال التصويت الصوتي. وافق مجلس النواب على الموافقة على مشروع القانون بتصويت 215 إلى 144 في 21 ديسمبر 2010. وقع الرئيس باراك أوباما مشروع القانون ليصبح الثلاثاء، 4 يناير  2011.
على الرغم من أن المقصود من هذا القانون هو معالجة سلامة الأغذية، هناك، وفقا لمدافع سلامة الأغذية بيل مارلر، بعض القضايا مع فعاليتها.
يتم إعفاء العديد من المرافق، مثل المزارع، والمطاعم، والمؤسسات الغذائية غير الربحية التي يتم فيها إعداد الطعام للمستفيد أو تقديمه مباشرة للمستهلك من متطلبات الفاتورة. معفاة أيضا هي المرافق التي تنتج الطعام فقط للحيوانات غير البشرية.